# Palais présidentiel (Bissau)

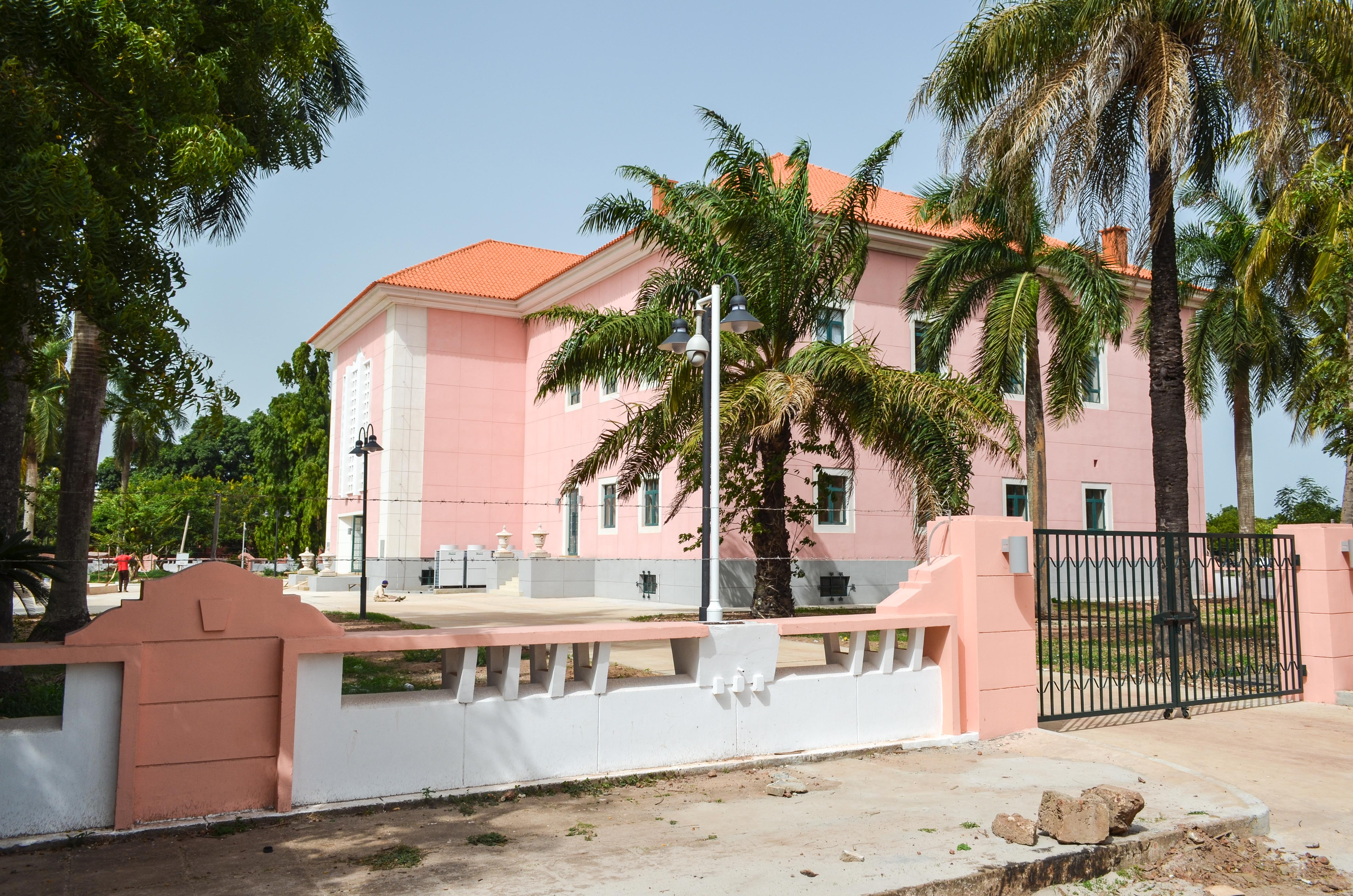
Le palais présidentiel rénové à Bissau, 2013.

Le palais présidentiel est la résidence du président de la Guinée-Bissau, située dans la capitale Bissau.

## Historique
C'était l'un des bâtiments les plus importants de la ville, mais il a été ruiné et soumis aux bombardements pendant la guerre civile en Guinée-Bissau de 1998 en 1999. En 2012, le palais existait toujours, mais il était devenu abandonné et infesté de chauves-souris.

## Rénovation
Le palais a été rénové et rouvert en 2013, financé par des investissements chinois, dans le cadre de plusieurs projets de construction à grande échelle dans la ville, dont un stade de 20 000 places et un nouveau Parlement.